# Al-Ain Sports and Cultural Club
L'Al-Ain Sports and Cultural Club è una società polisportiva emiratina con sede ad al-'Ayn, fondata nel 1968 e nota principalmente per la sua sezione calcistica, che milita nella Lega professionistica degli Emirati Arabi Uniti.
La squadra di calcio dell'Al-Ain è la più titolata degli Emirati Arabi Uniti, avendo vinto 14 campionati emiratini, sette Coppe degli Emirati Arabi Uniti due Coppe di Lega e cinque supercoppe nazionali. In ambito internazionale ha vinto due AFC Champions League Elite, unico club emiratino ad essersi aggiudicato il trofeo, e una Coppa dei Campioni del Golfo. Ha partecipato, in qualità di campione in carica del campionato del paese ospitante il torneo, alla Coppa del mondo per club FIFA 2018, dove si è classificato secondo.

## Storia

### Fondazione e primi anni
L'Al-Ain Sports and Cultural Club fu fondato nel 1968, fondata da giovani locali appassionati di calcio , membri di un gruppo di studenti del Bahrein, che stavano studiando presso la città, e da membri della comunità sudanese che lavora negli Emirati Arabi Uniti. Fu il primo club degli Emirati Arabi Uniti a passare al professionismo.
Dal 1975 prende parte regolarmente al campionato nazionale. Ben presto il club dimostrò di essere uno dei migliori del paese, tanto che nella quarta edizione del massimo campionato emiratino la squadra si aggiudicò il suo primo titolo, ma questa vittoria parve soltanto un lampo di luce in un periodo buio per l'Al-Ain, che non riuscì ad aggiudicarsi nessun trofeo fino agli inizi degli anni ottanta.
Fu nella stagione 1980-1981 che la squadra tornò prepotentemente nell'élite del calcio emiratino, aggiudicandosi per la seconda volta il campionato, titolo che la squadra riconfermò anche due stagione più tardi, nell'annata 1983-1984. Dopo questi due successi in pochi anni, le aspettative dei tifosi furono disattese, dal momento che per assistere ad un altro successo della squadra bisognò aspettare la stagione 1988-1989, anno in cui la squadra si aggiudicò per la prima volta la Coppa degli Emirati Arabi Uniti. Dopo otto anni, nel 1992-1993 l'Al-Ain tornò al successo in campionato, vittoria seguita dalla prima affermazione nella supercoppa nazionale nel 1994, mentre nella stagione 1995-1996 la squadra esordì nelle competizioni internazionali partecipando alla Coppa delle Coppe AFC.

### Il predominio nazionale e continentale
Nella stagione 1997-1998 la squadra si aggiudicò per la quinta volta il titolo nazionale, mentre nella stagione successiva vinse per la prima volta la Coppa del Presidente. Debutto, quindi, nella AFC Champions League nella stagione 1998-1999, in cui la squadra terminò la corsa in semifinale, riuscendo, poi, a vincere la finale per il terzo posto contro i cinesi del Dalian Shide. Nel 1999 la squadra vinse nuovamente il campionato, mentre nel 2000 si aggiudicò per la seconda volta la Coppa del Presidente. Nel 2001 la squadra si impose nuovamente in campionato e mise in bacheca anche il suo primo titolo internazionale, la Coppa dei Campioni del Golfo, cui abbinò la seconda vittoria nella Supercoppa degli Emirati Arabi Uniti.

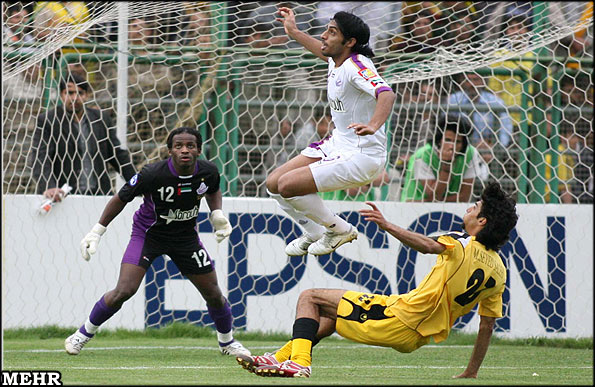
Un'azione di gioco tra Al Ain e Sepahan durante la AFC Champions League 2007

Nella stagione 2002-2003 la squadra ottenne la consacrazione nazionale e internazionale, vincendo per il secondo anno consecutivo il campionato (arrivò all'ottavo titolo) e diventando la prima compagine emiratina ad aggiudicarsi la AFC Champions League, dopo aver sconfitto in finale i thailandesi del BEC Tero Sasana. Il periodo di successi per l'Al-Ain continuò con la terza affermazione consecutiva in campionato nella stagione 2003-2004. Il club si aggiudicò quindi due Coppe del Presidente consecutivamente nelle stagioni 2004-2005 e 2005-2006, così come altre due Coppe degli Emirati Arabi Uniti. Raggiunse, inoltre, la finale della AFC Champions League 2005, dove fu sconfitto dai sauditi del Al-Ittihad.

### Un periodo di transizione
Dopo dieci anni di dominio in patria e affermazioni in Asia, l'Al-Ain entrò in un periodo di crisi. In campionato non si andò oltre un nono posto nella stagione 2006-2007, un sesto in quella 2007-2008 e un terzo in quella 2008-2009. La stagione 2008-2009 portò, tuttavia, nella bacheca dell'Al-Ain altri due trofei, la prima Coppa di Lega e la quinta Coppa del Presidente. Nella stagione successiva fu conseguito il terzo successo nella Supercoppa degli Emirati Arabi Uniti.
Dopo questo biennio di vittorie, nella stagione 2010-2011 la squadra terminò nuovamente decima in classifica, riuscendo ad evitare la retrocessione in Seconda Divisione per soli cinque punti. In questo periodo di transizione la squadra partecipò a quattro edizioni della AFC Champions League (2006, 2007, 2010 e 2011), riuscendo solo nel 2006 a superare la fase a gironi, prima di essere eliminata ai quarti di finale dai sauditi dell'Al-Qadisiya.

### Nuovamente re degli Emirati Arabi Uniti
Dopo la stagione 2010-2011, terminata con il decimo posto in classifica (peggior piazzamento dell'Al-Ain in campionato), la società decise di effettuare una rivoluzione in seno alla squadra. Per guidare il club verso nuovi successi fu scelto il rumeno Cosmin Olăroiu al posto del brasiliano Alexandre Gallo. Il secondo passo fu quello di inserire nell'organico nuovi giocatori di esperienza sia nazionale e internazionale, per permettere alla società di fare il salto di qualità che non vi era stato nella stagione precedente. La proprietà mise a disposizione un budget molto consistente per il calciomercato, con il quale i dirigenti riuscirono ad aggiudicarsi diversi giocatori di calibro internazionale come l'argentino Ignacio Scocco, il rumeno Mirel Rădoi, il campione saudita in prestito dall'Al Hilal Yasser Al-Qahtani e per ultimo anche l'attaccante ghanese Asamoah Gyan. Grazie all'esperienza dei nuovi acquisti e alla bravura tecnica di Cosmin Olăroiu, l'Al-Ain riuscì a tornare alla vittoria nell campionato 2011-2012, dopo otto anni di attesa, e lo fece nel modo migliore, con una stagione quasi perfetta, conclusa con 14 punti di vantaggio sull'Al-Nasr secondo classificato e con una sola sconfitta. La squadra si guadagnò così l'accesso alla fase a gironi della AFC Champions League 2013.

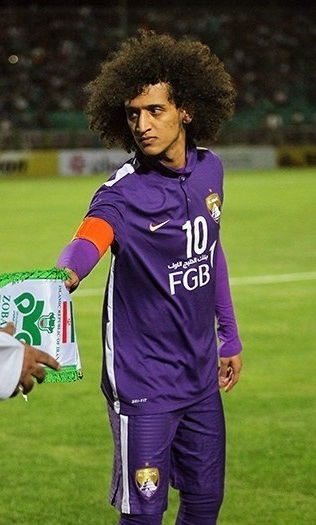
Omar Abdulrahman, stella dell'Al-Ain degli anni duemiladieci

La stagione successiva, nonostante il titolo riconquistato, iniziò con una nuova rivoluzione per quanto riguarda il parco giocatori. Infatti furono ceduti due dei quattro elementi stranieri acquistati la stagione precedente, cioè Ignacio Scocco e Yasser Al-Qahtani, che ritornò alla base dopo il prestito. In compenso arrivarono l'australiano Alex Brosque e il francese Jirès Kembo Ekoko. La squadra riuscì con un notevole sforzo economico ad acquistare definitivamente il capocannoniere della stagione appena chiusa, Asamoah Gyan.
Ben presto si capì che la squadra da battere nel campionato emiratino sarebbe stata proprio l'Al-Ain, che nel settembre 2012 ottenne ai tiri di rigore la quarta affermazione in supercoppa nazionale contro l'Al-Jazira. Le aspettative di inizio stagione furono ripagate, perché, grazie alla vittoria per 3-0 contro il Dubai Club del 18 aprile 2013 con tripletta di Asamoah Gyan, l'Al-Ain si confermò campione degli Emirati Arabi Uniti per la seconda stagione di seguito, con quattro giornate di anticipo.
Dopo i due titoli nazionali consecutivi la squadra concluse la stagione 2013-2014 al sesto posto in campionato; l'annata terminò comunque con un trofeo, grazie alla vittoria della Coppa del Presidente degli Emirati Arabi Uniti 2013-2014, mentre in ambito internazionale furono raggiunte le semifinali della AFC Champions League 2014, dove la squadra emiratina fu sconfitta dai sauditi dell' Al-Hilal
Nella stagione successiva l'Al-Ain vinse il suo terzo titolo nazionale in quattro anni, il dodicesimo in totale, concludendo al primo posto il campionato 2014-2015.
L'annata 2015-2016 si aprì, ad agosto, con la vittoria di un altro trofeo, la supercoppa nazionale, ma stagione vide l'Al-Ain terminare al secondo posto sia il campionato sia la Coppa del Presidente degli Emirati Arabi Uniti. Le delusioni non arrivarono solo in campo nazionale, perché nella AFC Champions League 2016 la squadra raggiunse per la terza volta la finale, ma fu sconfitta per 3-2 nel doppio confronto con i sudcoreani del Jeonbuk Hyundai Motors.

### Alterne fortune
Nella stagione seguente l'Al Ain tornò alla vittoria dopo due anni. La squadra, guidata dall'attaccante svedese Marcus Berg, autore di 25 reti in campionato, si aggiudicò il tredicesimo titolo nazionale nel 2017-2018 e anche la Coppa del Presidente degli Emirati Arabi Uniti, battendo in finale per 2-1 l'Al Dhafra. Dopo questa stagione, l'Al-Ain visse tre anni senza successi in patria. Pur riuscendo a prendere parte a tre edizioni della AFC Champions League (2019, 2020, 2021), anche in campo internazionale i risultati scarseggiarno, con l'eliminazione per due volte consecutive nella fase a gironi e nell'edizione 2021 financo nei turni preliminari.

la formazione scesa in campo nella storica finale della Coppa del mondo per club FIFA 2018, giocata contro il Real Madrid

Nel dicembre 2018 l'Al-Ain prese parte alla Coppa del mondo per club FIFA 2018 in qualità di squadra vincitore del campionato del paese ospitante il torneo. Eliminò al primo turno i campioni d'Oceania del Team Wellington ai tiri di rigore (3-3 dopo i tempi supplementari), al secondo turno i campioni d'Africa dell'Espérance (3-0) e in semifinale anche i favoriti campioni del Sudamerica del River Plate ai tiri di rigore (2-2 dopo 120 minuti), approdando così ad una storica finale, persa per 4-1 contro il Real Madrid campione d'Europa.
La stagione 2021-2022 vide per la prima volta dopo nove anni l'Al-Ain escluso dalla AFC Champions League a causa del piazzamento in sesta posizione nel campionato 2020-2021. La direzione della squadra fu affidata all'ex attaccante ucraino Serhij Rebrov, sotto la cui guida tecnica dominò il campionato 2021-2022, restando in testa alla classifica dalla prima all'ultima giornata e conquistando il quattordicesimo titolo nazionale, con quattro giornate di anticipo. Oltre alla vittoria del titolo nazionale, l'Al-Ain ritrovò il successo anche nella Coppa di Lega emiratina, battendo in finale ai rigori l'Shabab Al-Ahli e aggiudicandosi per la seconda volta il trofeo.

### Il secondo trionfo continentale
Per la stagione 2023-2024 arriva sulla panchina dell'Al-Ain, in sostituzione dell'ucraino Serhij Rebrov, l'allenatore olandese Alfred Schreuder. La squadra, dopo due stagioni di assenza dalle competizioni internazionali, partecipa alla AFC Champions League 2023-2024 dove, nella fase a gironi, è stato sorteggiato con il club dell'Arabia Saudita dell'Al-Fayha, il Paxtakor dell'Uzbekistan e l'Ahal del Turkmenistan. L'Al Ain ha concluso il girone da capolista con 5 vittorie, 0 pareggi ed una sola sconfitta, ottenendo la qualificazioni agli ottavi di finale come testa di serie. Poche ore dopo aver raggiunto la qualificazione agli ottavi e con la squadra che occupava la terza posizione in classifica nel campionato emiratino, la dirigenza del club annunciò la conclusione, raggiunta di comune accordo, del rapporto tra l'Al-Ain ed il tecnico Alfred Schreuder ed al suo posto venne annunciata la firma del contratto da parte dell'ex attaccante argentino Hernán Crespo.
Il percorso nella massima competizione continentale continuò agli ottavi di finale con la sfida contro il Nasaf Qarshi, dopo aver pareggiato per 0-0 la sfida di andata in Uzbekistan, l'Al-Ain si impose per 2-1 in casa grazie ad una rete di Soufiane Rahimi nei minuti di recupero, conquistando così l'acceso per i quarti di finale per la prima volta dall'edizione 2017. Nei quarti di finale la squadra venne sorteggiata contro quella dell'Arabia Saudita dell'Al-Nassr, una delle principali pretendenti al titolo, contenente molteplici superstar di fama mondiale come Cristiano Ronaldo, Sadio Mané, Aymeric Laporte, Marcelo Brozović e Talisca. L'Al Ain ha vinto l'andata per 1–0 in casa, ma nella gara di ritorno a Riyad la squadra è uscita sconfitta per 4–3 dopo i tempi supplementari, portando così il punteggio complessivo sul 4–4 e rendendo quindi necessari i calci di rigore per determinare la squadra vincente. Dal dischetto l'Al Ain è riuscito ad imporsi per 3-1 qualificandosi così alle semifinali contro un altro gigante proveniente sempre dall'Arabia Saudita, l'Al-Hilal.
Nella gara di andata della semifinale, giocata negli Emirati Arabi Uniti, l'Al-Ain è riuscito ad imporsi con il risultato di 4-2 grazie alla tripletta di Soufiane Rahimi; nella gara di ritorno, giocata nella Kingdom Arena di Riyad, nonostante la sconfitta per 2-1 l'Al-Ain è riuscito ad imporsi nel risultato complessivo per 5-4 ottenendo così l'accesso alla finale per il titolo continentale, la quarta della storia del club.
Nella doppia finale l'Al-Ain ha affrontato i giapponesi dello Yokohama Marinos. La gara di andata, giocata in Giappone ha visto l'Al-Ain uscire sconfitto dal campo con il risultato di 2-1, mantenendo però aperte le speranze per una rimonta nella gara di ritorno. Nella seconda partita, giocatasi allo Stadio Hazza bin Zayed il 25 maggio 2024, l'Al-Ain è riuscito nel suo intento di ribaltare lo svantaggio riuscendo ad imporsi, grazie alle doppiette di Soufiane Rahimi e Kodjo Laba ed il goal di Kaku, con il netto risultato di 5-1 e di 6-3 nel complesso delle due gare; conquistando per la seconda volta nella storia del club la vittoria della AFC Champions League, dopo il successo dell'edizione 2002-03.

## Cronistoria

### Partecipazione ai campionati
| Livello | Categoria                                       | Partecipazioni | Debutto   | Ultima stagione |
| ------- | ----------------------------------------------- | -------------- | --------- | --------------- |
| 1°      | Lega professionistica degli Emirati Arabi Uniti | 50             | 1975-1976 | 2024-2025       |

## Strutture

### Stadio

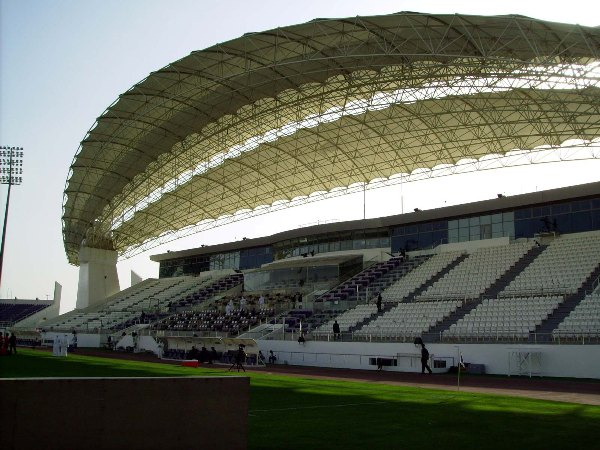
Lo Stadio Khalifa bin Zayed

Il primo campo da gioco dell'Al-Ain era situato nella strada centrale di al-'Ayn, vicino alla rotonda dell'orologio; consisteva in un semplice rettangolo di gioco in terreno battuto. Nel 1971 il club si trasferì nel nuovo stadio costruito appositamente nel quartiere di Al Sarouj. Il 18 giugno 1978 lo stadio venne ridenominato Stadio Khalifa bin Zayed, in onore del presidente onorario del club, lo sceicco Khalifa bin Zayed Al Nahyan. Lo stadio fu sottoposto a dei lavori di rinnovamento nel 2002, con la capacità che fu aumentata a 12.000 spettatori; nel 2014 furono realizzati ulteriori lavori di ammodernamento della struttura in vista della Coppa d'Asia 2019.
Nel 2012 la società annunciò l'intenzione di costruire un nuovo stadio per la squadra. La costruzione dell'impianto iniziò nell'aprile 2012 e meno di due anni dopo, nel gennaio 2014, lo stadio era pronto per essere inaugurato. L'impianto prese il nome di stadio Hazza bin Zayed, in onore dell'attuale proprietario del club, lo sceicco Hazza bin Zayed Al Nahyan. L'Al-Ain avrebbe dovuto inaugurare il suo nuovo stadio giocando un'amichevole contro gli inglesi del Manchester City, ma, a causa del pareggio degli inglesi in FA Cup, la squadra non poté raggiungere gli Emirati Arabi, dovendo giocare la ripetizione del match. La partita fu poi giocata dopo la fine della stagione di Premier League e vide la vittoria degli inglesi per 3-0.

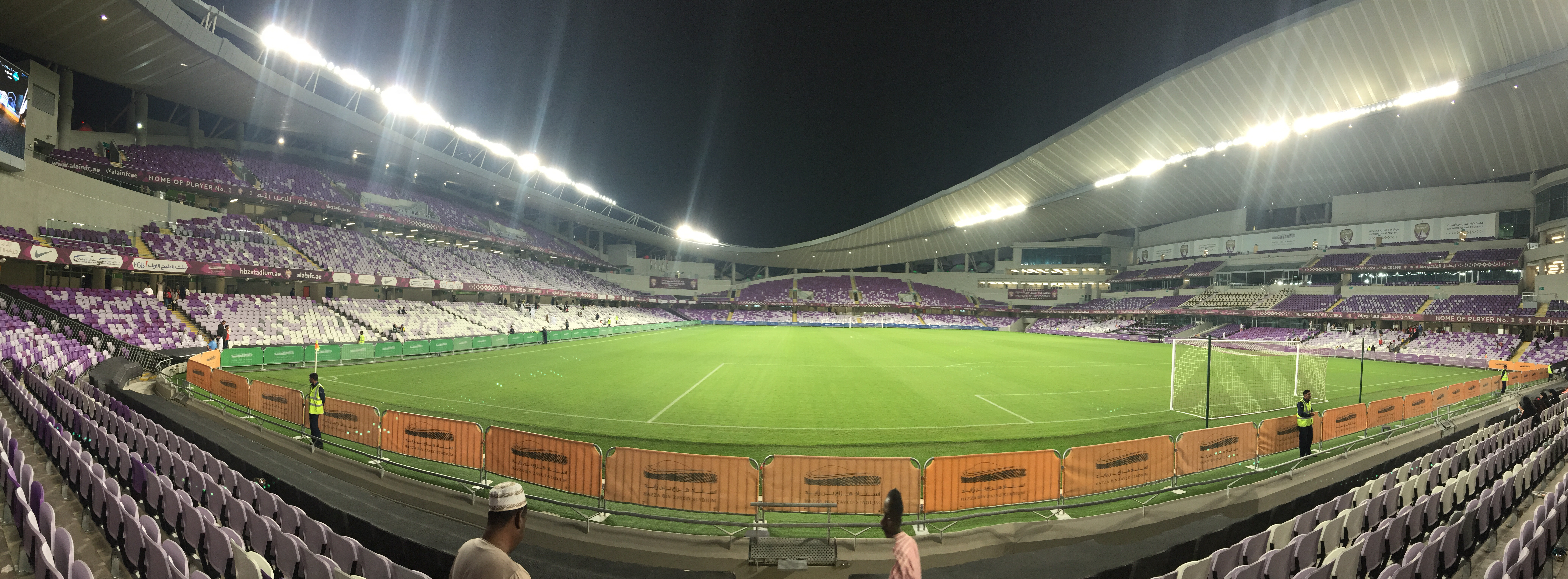
Panoramica interno dello stadio Hazza bin Zayed

## Colori e simboli

### Stemma
Lo stemma dell'Al Ain Football Club presenta uno scudo viola e bianco con un contorno dorato. Nella parte superiore sono presenti due stelle dorate, in riferimento ai due titoli della AFC Champions League conquistati nelle stagioni 2002-2003 e 2023-2024,sopra il nome del club in inglese e arabo. Al centro dello scudo c'è un'immagine stilizzata del forte di Al Muwaiji, un simbolo storico di Al Ain, mentre nella parte inferiore è indicato l'anno di fondazione del club, il 1968.
Il simbolo della squadra è considerato il forte Muwaiji, che è uno dei simboli principali della città di al-'Ayn; il forte era anche la residenza dello sceicco Zayed bin Sultan Al Nahyan fino al 1946. Il forte è ufficialmente diventato lo stemma del club nel 1980

### Colori e divise
I colori della squadra sono ispirati a quelli dell'Anderlecht che nel 1977 andò in ritiro nella città di al-'Ayn, così i colori della squadra belga sostituirono i vecchi colori della squadra che erano il verde e il bianco.
| Manica sinistra · Manica sinistra · Maglietta · Maglietta · Manica destra · Manica destra · Pantaloncini · Calzettoni |
| La prima divisa del club, 1968-74, con i vecchi colori verde e bianco.                                                |

| Manica sinistra · Manica sinistra · Maglietta · Maglietta · Manica destra · Manica destra · Pantaloncini · Calzettoni · Calzettoni |
| I colori dell'Al Tadhamon divennero quelli dell'Al Ain tra 1974–77                                                                 |

| Manica sinistra · Manica sinistra · Maglietta · Maglietta · Manica destra · Manica destra · Pantaloncini · Pantaloncini · Calzettoni · Calzettoni |
| La prima divisa in viola adottata nella stagione 1977–78                                                                                          |

| Manica sinistra · Manica sinistra · Maglietta · Maglietta · Manica destra · Manica destra · Pantaloncini · Pantaloncini · Calzettoni · Calzettoni |
| La divisa del trionfo in AFC Champions League 2003                                                                                                |

| Manica sinistra · Maglietta · Maglietta · Manica destra · Pantaloncini · Calzettoni |
| Divisa 50º anniversario: 2018-19                                                    |

| Manica sinistra · Manica sinistra · Maglietta · Maglietta · Manica destra · Manica destra · Pantaloncini · Calzettoni |
| La divisa del trionfo in AFC Champions League 2023-24                                                                 |

### Sponsor tecnici e Sponsor ufficiali
| Periodo   | Sponsor tecnico                 | Sponsor sulle divise       | Sponsor sulle divise       | Sponsor sulle divise               | Sponsor sulle divise               | Sponsor sulle divise | Sponsor sulle divise | Sponsor sulle divise |
| Periodo   | Sponsor tecnico                 | Principale                 | Principale                 | Retro                              | Retro                              | Manica               | Manica               |                      |
| --------- | ------------------------------- | -------------------------- | -------------------------- | ---------------------------------- | ---------------------------------- | -------------------- | -------------------- | -------------------- |
| 1991–1992 | Puma, Adidas                    | Nessuno                    | Nessuno                    | Nessuno                            | Nessuno                            | Nessuno              | Nessuno              |                      |
| 1992–1993 | Lotto                           | Nessuno                    | Nessuno                    | Nessuno                            | Nessuno                            | Nessuno              | Nessuno              |                      |
| 1993–1994 | Lotto                           | Nessuno                    | Nessuno                    | Nessuno                            | Nessuno                            | Nessuno              | Nessuno              |                      |
| 1994–1995 | Lotto                           | Nessuno                    | Nessuno                    | Nessuno                            | Nessuno                            | Nessuno              | Nessuno              |                      |
| 1995–1996 | Lotto, Uhlsport                 | Nessuno                    | Nessuno                    | Nessuno                            | Nessuno                            | Nessuno              | Nessuno              |                      |
| 1996–1997 | Adidas                          | Nessuno                    | Nessuno                    | Nessuno                            | Nessuno                            | Nessuno              | Nessuno              |                      |
| 1997–1998 | Jako, Kelme, Lotto, ABM, Adidas | Nessuno                    | Nessuno                    | Nessuno                            | Nessuno                            | Nessuno              | Nessuno              |                      |
| 1998–1999 | Lotto                           | Bin Hamoodah               | Bin Hamoodah               | None                               | None                               | Nessuno              | Nessuno              |                      |
| 1999–2000 | CALANNI                         | Abu Dhabi National Hotels  | Abu Dhabi National Hotels  | None                               | None                               | Nessuno              | Nessuno              |                      |
| 2000–2001 | Jako                            | Al Otaiba                  | Al Otaiba                  | None                               | None                               | Avis                 | Xerox                |                      |
| 2001–2002 | Adidas                          | Yas Perfumes               | Yas Perfumes               | None                               | None                               | Nessuno              | Nessuno              |                      |
| 2002–2003 | Nike                            | Al Habtoor                 | Al Habtoor                 | None                               | None                               | Nessuno              | Nessuno              |                      |
| 2003–2004 | Nike                            | ADCB                       | ADCB                       | None                               | None                               | Nessuno              | Nessuno              |                      |
| 2004–2005 | Lotto                           | Sasan Trading              | Sasan Trading              | ADCB                               | ADCB                               | Nessuno              | Nessuno              |                      |
| 2005–2006 | Lotto                           | Al Fahim                   | Al Fahim                   | ADCB                               | ADCB                               | Nessuno              | Nessuno              |                      |
| 2006–2009 | Lotto                           | Sorouh                     | Sorouh                     | Tamouh                             | Tamouh                             | Hydra                | Nessuno              |                      |
| 2009      | Adidas                          | Nessuno                    | Nessuno                    | Nessuno                            | Nessuno                            | Nessuno              | Nessuno              |                      |
| 2009–2010 | Erreà                           | Sorouh                     | First Gulf Bank            | Tamouh                             | Nessuno                            | Hydra                | Nessuno              |                      |
| 2010–2011 | Macron, Erreà                   | Sorouh                     | First Gulf Bank            | Tamouh                             | Abu Dhabi National Hotels          | Strata               | Nessuno              |                      |
| 2011      | Kappa                           | Nessuno                    | Nessuno                    | Tamouh                             | Abu Dhabi National Hotels          | Nessuno              | Nessuno              |                      |
| 2011–2013 | Adidas                          | Sorouh                     | First Gulf Bank            | Abu Dhabi National Hotels          | Strata                             | Nessuno              | Nessuno              |                      |
| 2013–2015 | Nike                            | First Gulf Bank            | First Gulf Bank            | Abu Dhabi Airports                 | Abu Dhabi Airports                 | Nessuno              | Nessuno              |                      |
| 2015–2016 | Nike                            | First Gulf Bank            | First Gulf Bank            | Abu Dhabi Airports                 | Abu Dhabi Airports                 | BMW Abu Dhabi Motors | BMW Abu Dhabi Motors |                      |
| 2016–2018 | Nike                            | FAB – First Abu Dhabi Bank | FAB – First Abu Dhabi Bank | Abu Dhabi Airports                 | Abu Dhabi Airports                 | Nessuno              | Nessuno              |                      |
| 2018–2021 | Nike                            | FAB – First Abu Dhabi Bank | FAB – First Abu Dhabi Bank | Nessuno                            | Nessuno                            | Nessuno              | Nessuno              |                      |
| 2021–2023 | Nike                            | FAB – First Abu Dhabi Bank | FAB – First Abu Dhabi Bank | Nessuno                            | Nessuno                            | Expo 2020            | Rain                 |                      |
| 2023–     | Nike                            | FAB – First Abu Dhabi Bank | FAB – First Abu Dhabi Bank | EIH – Ethmar International Holding | EIH – Ethmar International Holding | Nessuno              | Nessuno              |                      |

## Società
Dalla fondazione del club nel 1968,lo Sceicco Khalifa bin Zayed Al Nahyan, aiutò finanziariamente il club, donando anche ai fondatori della squadra la prima sede del club, venendo nominato presidente onorario del club il 13 novembre 1974. Il primo consiglio di amministrazione del club fu formato sotto il presidenza temporanea di Mohammed Salem Al Dhaheri nel 1974. Il 21 maggio 1975, lo Sceicco Sultan bin Zayed Al Nahyan fu eletto primo presidente del consiglio di amministrazione. Il 19 gennaio 1979, i fratello del presidente onorario Khalifa bin Zayed Al Nahyan, lo Sceicco Mohammed bin Zayed Al Nahyan, divenne presidente di Al Ain, carica che risiede ancora oggi.

### Lista dei presidenti
| Nomme                        | Nazionalità         | Dal             | Al              | Trofei |
| ---------------------------- | ------------------- | --------------- | --------------- | --- |
| Sultan Bin Zayed Al Nahyan   | Emirati Arabi Uniti | 21 Maggio 1975  | 19 Gennaio 1979 | 1 Abu Dhabi Championship Cup, 1 UAE Arabian Gulf League |
| Mohammed Bin Zayed Al Nahyan | Emirati Arabi Uniti | 19 Gennaio 1979 | Presente        | 13 UAE Arabian Gulf League, 7 Coppa del Presidente, 2 UAE Arabian Gulf Cup, 5 UAE Super Cup, 1 Coppa dei Campioni del Golfo, 2 AFC Champions League, 3 UAE Federation Cup, 1 Joint League Cup, |

### Staff dirigenziale

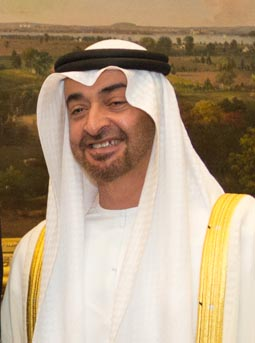
Mohammed bin Zayed, l'attuale presidente del club

| Posizione | Nome                                  |
| --- | ------------------------------------- |
| Presidente | Mohammed bin Zayed Al Nahyan          |
| Vice-presidente Presidente del consiglio di amministrazione                                                          | Hazza bin Zayed bin Sultan Al Nahyan  |
| Vice-presidente del Consiglio di amministrazione Presidente del Comitato esecutivo Presidente del Comitato direttivo | Sultan bin Hamdan bin Zayed Al Nahyan |
| Membro del Comitato Direttivo                                                                                        | Mohammad Obaid Hammad                 |
| Membro del Comitato Direttivo                                                                                        | Awad Al Kaabi                         |
| Membro del Comitato Direttivo                                                                                        | Matar Al Darmaki                      |
| Membro del Comitato Direttivo                                                                                        | Mohamed Al Mahmood                    |

Fonte:Al Ain Club

## Allenatori

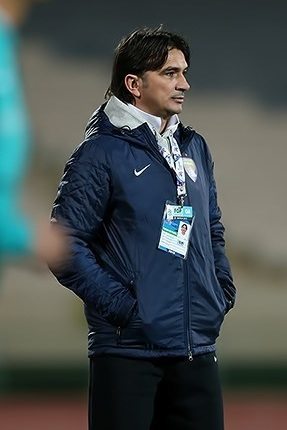
Zlatko Dalić,allenatore tra il 2014 ed il 2017, durante la partita contro il Naft Tehran di AFC Champions League 2015

| No. | Nazionalità                     | Allenatore          | Da           | Al           | Vittorie                                           |
| --- | ------------------------------- | ------------------- | ------------ | ------------ | -------------------------------------------------- |
| 1   | Emirati Arabi Uniti (bandiera)  | Nasser Dhaen*       | 1968         | 1971         |                                                    |
| 2   | Egitto (bandiera)               | Abdel Aziz Hammami  | 1971         | 1973         |                                                    |
| 3   | Siria (bandiera)                | Ahmed Hajeer        | 1973         | 1976         |                                                    |
| 4   | Tunisia (bandiera)              | Hamid Dhib          | 1976         | 1976         |                                                    |
| 5   | Siria (bandiera)                | Ahmed Alyan         | 1976         | 1979         | 1 Campionato                                       |
| 6   | Tunisia (bandiera)              | Abdelmajid Chetali  | 1979         | 1980         |                                                    |
| 7   | Marocco (bandiera)              | Ahmed Nagah         | 1980         | 1982         | 1 Campionato                                       |
| 8   | Brasile (bandiera)              | Nelsinho Rosa       | 1982         | 1984         | 1 Campionato                                       |
| 9   | Jugoslavia (bandiera)           | Milian Milianich    | 1984         | 1986         |                                                    |
| 10  | Brasile (bandiera)              | Jair Picerni        | 1986         | 1986         |                                                    |
| 11  | Brasile (bandiera)              | João Francisco      | 1986         | 1988         |                                                    |
| 12  | Brasile (bandiera)              | Zé Mário            | 1988         | 1990         | 1 Federation Cup                                   |
| 13  | Algeria (bandiera)              | Mahieddine Khalef   | 1990         | 1992         |                                                    |
| 14  | Egitto (bandiera)               | Yusri Abdul Ghani   | 1992         | 1992         |                                                    |
| 15  | Brasile (bandiera)              | Amarildo            | 1992         | 1995         | 1 Campionato                                       |
| 16  | Egitto (bandiera)               | Shaker Abdel-Fattah | 1995         | 1995         | 1 Supercoppa                                       |
| 17  | Argentina (bandiera)            | Ángel Marcos        | 1995         | 1996         |                                                    |
| 18  | Brasile (bandiera)              | Lori Sandri         | 1996         | 1996         |                                                    |
| 19  | Brasile (bandiera)              | Carlos Cabral       | 1997         | 1997         |                                                    |
| 20  | Egitto (bandiera)               | Shaker Abdel-Fattah | 1997         | 1998         | 1 Campionato                                       |
| 21  | Portogallo (bandiera)           | Nelo Vingada        | 1998         | 1999         |                                                    |
| 22  | Romania (bandiera)              | Ilie Balaci         | 1999         | 2000         | 1 Campionato, 1 Coppa del Presidente               |
| 23  | Argentina (bandiera)            | Oscar Fulloné       | 2000         | 2000         |                                                    |
| 24  | Tunisia (bandiera)              | Mrad Mahjoub        | 2000         | 2001         | 1 Coppa dei Campioni del Golfo                     |
| 25  | Romania (bandiera)              | Anghel Iordănescu   | 2001         | 2002         | 1 Coppa del Presidente                             |
| 26  | Emirati Arabi Uniti (bandiera)  | Ahmed Abdullah*     | 2002         | 2002         |                                                    |
| 27  | Bosnia ed Erzegovina (bandiera) | Jamal Haji          | Gennaio 2002 | 2002         | 1 Campionato                                       |
| 28  | Francia (bandiera)              | Bruno Metsu         | Agosto 2002  | Maggio 2004  | 2 Campionati, 1 AFC Champions League, 1 Supercoppa |
| 29  | Francia (bandiera)              | Alain Perrin        | Luglio 2004  | Ottobre 2004 |                                                    |
| 30  | Tunisia (bandiera)              | Mohammad El Mansi*  | 2004         | 2005         | 1 Federation Cup                                   |
| 31  | Rep. Ceca (bandiera)            | Milan Máčala        | 2005         | Gennaio 2006 | 1 Coppa del Presidente                             |
| 32  | Tunisia (bandiera)              | Mohammad El Mansi*  | 2006         | 2006         | 1 Coppa del Presidente, 1 Federation Cup           |

| No. | Nazionalità                    | Allenatore               | Da                | Al                | Vittorie                                                        |
| --- | ------------------------------ | ------------------------ | ----------------- | ----------------- | --------------------------------------------------------------- |
| 33  | Romania (bandiera)             | Anghel Iordănescu        | Luglio 2006       | Dicembre 2006     |                                                                 |
| 34  | Paesi Bassi (bandiera)         | Tini Ruijs*              | 2006              | 2007              |                                                                 |
| 35  | Italia (bandiera)              | Walter Zenga             | 2007              | 2007              |                                                                 |
| 36  | Brasile (bandiera)             | Tite                     | 2007              | 2007              |                                                                 |
| 37  | Germania (bandiera)            | Winfried Schäfer         | 2007              | 2009              | 1 Coppa di Lega emiratina, 1 Coppa del Presidente, 1 Supercoppa |
| 38  | Marocco (bandiera)             | Rasheed Mahmoud*         | 2009              | 2009              |                                                                 |
| 39  | Brasile (bandiera)             | Toninho Cerezo           | 2009              | 2010              |                                                                 |
| 40  | Emirati Arabi Uniti (bandiera) | Abdul Hameed Al Mistaki* | 2010              | 2010              |                                                                 |
| 41  | Brasile (bandiera)             | Alexandre Gallo          | 21 dicembre 2010  | 6 giugno 2011     |                                                                 |
| 42  | Romania (bandiera)             | Cosmin Olăroiu           | 6 giugno 2011     | 6 luglio 2013     | 2 Campionati, 1 Supercoppa                                      |
| 43  | Uruguay (bandiera)             | Jorge Fossati            | 29 luglio 2013    | 13 Sett 2013      |                                                                 |
| 44  | Emirati Arabi Uniti (bandiera) | Ahmed Abdullah*          | 13 settembre 2013 | 27 settembre 2013 |                                                                 |
| 45  | Spagna (bandiera)              | Quique Sánchez Flores    | 27 settembre 2013 | 8 marzo 2014      |                                                                 |
| 46  | Croazia (bandiera)             | Zlatko Dalić             | 8 marzo 2014      | 2017              | 1 Coppa di Lega emiratina, 1 Coppa del Presidente, 1 Supercoppa |
| 47  | Croazia (bandiera)             | Zoran Mamić              | 2017              | 2019              | 1 Coppa di Lega emiratina                                       |
| 48  | Spagna (bandiera)              | Juan Carlos Garrido      | 18 febbraio 2019  | 26 maggio 2019    |                                                                 |
| 49  | Croazia (bandiera)             | Ivan Leko                | 1 Giugno 2019     | 21 Dicembre 2019  |                                                                 |
| 50  | Portogallo (bandiera)          | Pedro Emanuel            | 5 Gennaio 2020    | 11 Maggio 2021    |                                                                 |
| 51  | Ucraina (bandiera)             | Serhij Rebrov            | 6 Giugno 2021     | 28 Maggio 2023    | 1 Coppa di Lega emiratina, 1 campionato                         |
| 52  | Paesi Bassi (bandiera)         | Alfred Schreuder         | 29 Maggio 2023    | 8 novembre 2023   |                                                                 |
| 53  | Argentina (bandiera)           | Hernán Crespo            | 8 novembre 2023   | 7 novembre 2024   | 1 AFC Champions League                                          |
| 54  | Portogallo (bandiera)          | Leonardo Jardim          | 8 novembre 2024   | 4 febbraio 2025   |                                                                 |
| 55  | Serbia (bandiera)              | Vladimir Ivić            | 4 febbraio 2025   | in carica         |                                                                 |

* Ad interim.

## Calciatori

### Record di presenze in tutte le competizioni
Al 25 Maggio 2024

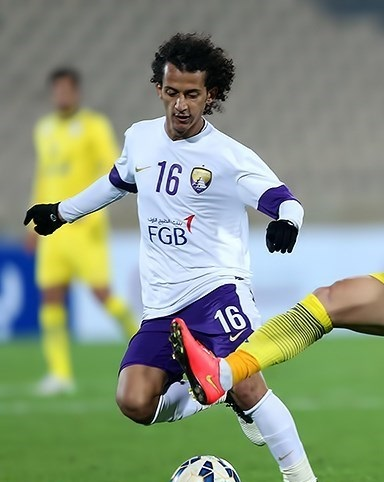
Mohammed Abdulrahman, nel club tra il 2008 ed il 2021 con 331 presenze in tutte le competizioni

L'elenco seguente fa riferimento alla sola era professionistica, iniziata dalla stagione 2008-09.
il nome in Grassetto indica un giocatore ancora in attività nel club.
| Posizione | Giocatore            | Anni      | Totale |
| --------- | -------------------- | --------- | ------ |
| 1         | Khalid Eisa          | 2013–     | 389    |
| 2         | Mohanad Salem        | 2008–2021 | 331    |
| 2         | Mohammed Abdulrahman | 2008–2021 | 331    |
| 4         | Ismail Ahmed         | 2008–2021 | 328    |
| 5         | Bandar Al-Ahbabi     | 2010–     | 241    |
| 6         | Omar Abdulrahman     | 2008–2018 | 231    |
| 7         | Mohamed Ahmed        | 2012–2023 | 212    |

### Migliori Marcatori in tutte le competizioni
Al maggio 2024.

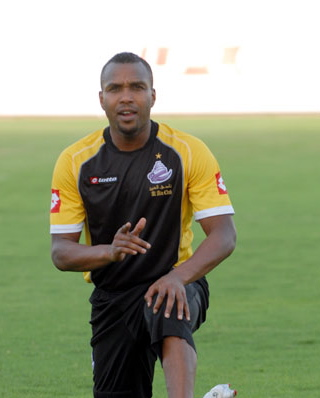
Mutaz Abdulla, portiere tra il 1998 ed il 2009, con oltre 200 presenze nel club

I nomi indicati in Grassetto, indicano giocatori ancora attivi nel club.
| Posizione | Giocatori         | Anni          | Goal |
| --------- | ----------------- | ------------- | ---- |
| 1         | Ahmed Abdullah    | 1978-1995     | 185  |
| 2         | Kodjo Fo-Doh Laba | 2019-presente | 140  |
| 3         | Asamoah Gyan      | 2011-2015     | 128  |
| 4         | Matar Al Sahbani  | 1983-??       | 93   |
| 5         | Majid Al Owais    | 1992-2001     | 90   |
| 6         | Mohieddine Habita | 1976-1983     | 71   |
| 7         | Omar Abdulrahman  | 2008-2018     | 62   |
| 8         | Soufiane Rahimi   | 2019-presente | 62   |
| 9         | Salem Johar       | 1992-2005     | 60   |
| 10        | Saif Sultan       | 1992-2005     | 55   |

Note: questa tabella include i goal realizzati in tutte le competizioni.

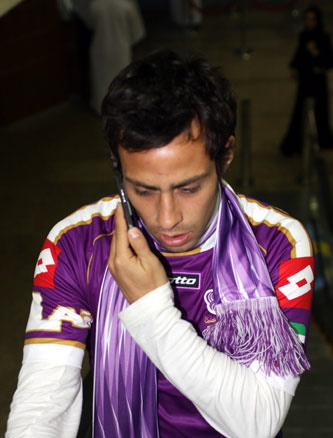
Jorge Valdivia, fra il 2008 e il 2010 ha militato nel club

### Migliori marcatori nella UAE Pro League
Statistiche aggiornate al febbraio 2025
| Posizione | Giocatore         | Goal |
| --------- | ----------------- | ---- |
| 1         | Ahmed Abdullah    | 117  |
| 2         | Kodjo Laba        | 113  |
| 3         | Asamoah Gyan      | 95   |
| 4         | Majid Al Owais    | 86   |
| 5         | Mohieddine Habita | 57   |
| 6         | Salem Joher       | 53   |
| 7         | Saif Sultan       | 45   |
| 8         | Omar Abdulrahman  | 39   |
| 9         | Subait Khater     | 38   |
| 10        | Matar Al Sahbani  | 37   |
| 11        | Marcus Berg       | 35   |
| 12        | Boubacar Sanogo   | 35   |
| 13        | Soufiane Rahimi   | 35   |
| 14        | José Sand         | 31   |

### Migliori marcatori nella AFC Champions League
Goal segnati dalla AFC Champions League 2002-2003; sono inclusi anche i goal nei preliminari. 
Aggiornati al marzo 2025
| Posizione | Giocatore            | Goal |
| --------- | -------------------- | ---- |
| 1         | Omar Abdulrahman     | 18   |
| 1         | Asamoah Gyan         | 18   |
| 1         | Soufiane Rahimi      | 18   |
| 4         | Kodjo Fo-Doh Laba    | 10   |
| 5         | Marcus Berg          | 9    |
| 6         | Boubacar Sanogo      | 7    |
| 6         | Ibrahim Diaky        | 7    |
| 6         | Kaku                 | 7    |
| 8         | Nenad Jestrović      | 6    |
| 8         | Caio Lucas           | 6    |
| 10        | Mohammed Abdulrahman | 5    |
| 10        | Douglas              | 5    |
| 10        | Danilo Asprilla      | 5    |
| 10        | Subait Khater        | 5    |

## Palmarès

### Competizioni nazionali
- Campionato emiratino: 14  (record)

1976-1977, 1980-1981, 1983-1984, 1992-1993, 1997-1998, 1999-2000, 2001-2002, 2002-2003, 2003-2004, 2011-2012, 2012-2013, 2014-2015, 2017-2018, 2021-2022
- Coppa del Presidente: 7

1998-1999, 2000-2001, 2004-2005, 2005-2006, 2008-2009, 2013-2014, 2017-2018
- UAE Super Cup: 5

1994, 2002, 2009, 2012, 2015
- UAE Arabian Gulf Cup: 2

2008-2009, 2021-2022
- Coppa della Federazione calcistica degli Emirati Arabi Uniti: 3

1988-1989, 2004-2005, 2005-2006
- Campionato Riserve (Emirati Arabi Uniti): 4

2012-2013, 2013-2014, 2014-2015, 2018-2019

### Competizioni internazionali
- AFC Champions League: 2  (record emiratino)

2002-2003, 2023-2024
- Coppa dei Campioni del Golfo: 1

2001

## Partecipazioni alle Competizioni internazionali
| Competizione                  | No. |           |      |      |      |      |      |      |      |      |      |      |      |      |      |      |      |      |      |  |
| ----------------------------- | --- | --------- | ---- | ---- | ---- | ---- | ---- | ---- | ---- | ---- | ---- | ---- | ---- | ---- | ---- | ---- | ---- | ---- | ---- |  |
| AFC Champions League Elite    | 1   |           |      |      |      |      |      |      |      |      |      |      |      |      |      |      |      |      |      |  |
| AFC Champions League Elite    | 1   | Stagione  | 2025 |      |      |      |      |      |      |      |      |      |      |      |      |      |      |      |      |  |
| AFC Champions League Elite    | 1   | Progressi | FC   |      |      |      |      |      |      |      |      |      |      |      |      |      |      |      |      |  |
| AFC Champions League          | 16  |           |      |      |      |      |      |      |      |      |      |      |      |      |      |      |      |      |      |  |
| AFC Champions League          | 16  | Stagione  | 2003 | 2004 | 2005 | 2006 | 2007 | 2010 | 2011 | 2013 | 2014 | 2015 | 2016 | 2017 | 2018 | 2019 | 2020 | 2021 | 2024 |  |
| AFC Champions League          | 16  | Progressi | C    | QF   | F    | QF   | FG   | FG   | FG   | FG   | SF   | OF   | F    | QF   | OF   | FG   | FG   | Pre. | C    |  |
| Campionato d'Asia per club    | 3   |           |      |      |      |      |      |      |      |      |      |      |      |      |      |      |      |      |      |  |
| Campionato d'Asia per club    | 3   | Stagione  | 1986 | 1999 | 2001 |      |      |      |      |      |      |      |      |      |      |      |      |      |      |  |
| Campionato d'Asia per club    | 3   | Progressi | Pre. | 3°   | R2   |      |      |      |      |      |      |      |      |      |      |      |      |      |      |  |
| Coppa delle Coppe AFC         | 3   |           |      |      |      |      |      |      |      |      |      |      |      |      |      |      |      |      |      |  |
| Coppa delle Coppe AFC         | 3   | Stagione  | 1995 | 2000 | 2002 |      |      |      |      |      |      |      |      |      |      |      |      |      |      |  |
| Coppa delle Coppe AFC         | 3   | Progressi | R2   | R1   | QF   |      |      |      |      |      |      |      |      |      |      |      |      |      |      |  |
| Arab Club Champions Cup       | 1   |           |      |      |      |      |      |      |      |      |      |      |      |      |      |      |      |      |      |  |
| Arab Club Champions Cup       | 1   | Stagione  | 2001 | 2017 | 2019 |      |      |      |      |      |      |      |      |      |      |      |      |      |      |  |
| Arab Club Champions Cup       | 1   | Progressi | Rit. | Rit. | R1   |      |      |      |      |      |      |      |      |      |      |      |      |      |      |  |
| Coppa dei Campioni del Golfo  | 4   |           |      |      |      |      |      |      |      |      |      |      |      |      |      |      |      |      |      |  |
| Coppa dei Campioni del Golfo  | 4   | Edizione  | 1985 | 1995 | 2001 | 2026 |      |      |      |      |      |      |      |      |      |      |      |      |      |  |
| Coppa dei Campioni del Golfo  | 4   | Progressi | FG   | 5°   | C    | Qua. |      |      |      |      |      |      |      |      |      |      |      |      |      |  |
| Coppa del mondo per club FIFA | 2   |           |      |      |      |      |      |      |      |      |      |      |      |      |      |      |      |      |      |  |
| Coppa del mondo per club FIFA | 2   | Edizione  | 2018 | 2025 |      |      |      |      |      |      |      |      |      |      |      |      |      |      |      |  |
| Coppa del mondo per club FIFA | 2   | Progressi | F    | FG   |      |      |      |      |      |      |      |      |      |      |      |      |      |      |      |  |
| Coppa Intercontinentale FIFA  | 1   |           |      |      |      |      |      |      |      |      |      |      |      |      |      |      |      |      |      |  |
| Coppa Intercontinentale FIFA  | 1   | Edizione  | 2024 |      |      |      |      |      |      |      |      |      |      |      |      |      |      |      |      |  |
| Coppa Intercontinentale FIFA  | 1   | Progressi | R2   |      |      |      |      |      |      |      |      |      |      |      |      |      |      |      |      |  |

- Qua. : Qualificata, Rit. : Ritirata, Pre. : Preliminari, R1 : Primo turno, R2: Secondo turno, FC : Fase a campionato, FG : Fase a gironi, OF : Ottavi di finale, QF : Quarti di finale, SF : Semifinali, F : Finalista, C : Campioni

### Statistiche complessive
| Competizione                                     | Partite | V  | P  | S  | GF  | GS  | DR  | Vit.% |
| ------------------------------------------------ | ------- | -- | -- | -- | --- | --- | --- | ----- |
| Campionato d'Asia per club/ AFC Champions League | 142     | 60 | 39 | 43 | 230 | 188 | +42 | 42,25 |
| Coppa delle Coppe AFC                            | 8       | 3  | 0  | 5  | 7   | 12  | −5  | 37,50 |
| Coppa dei Campioni del Golfo                     | 14      | 5  | 3  | 6  | 13  | 19  | −6  | 35,71 |
| Arab Club Champions Cup                          | 2       | 1  | 0  | 1  | 2   | 2   | +0  | 50,00 |
| Coppa del mondo per club FIFA                    | 7       | 2  | 2  | 3  | 11  | 21  | −10 | 28,57 |
| Coppa Intercontinentale FIFA                     | 2       | 1  | 0  | 1  | 6   | 5   | +1  | 50,00 |
| Totale                                           | 175     | 72 | 44 | 59 | 272 | 247 | +25 | 41,14 |

## Organico

### Rosa 2024-2025
Aggiornata al 19 giugno 2025
| N. |                                | Ruolo | Calciatore                                |
| -- | ------------------------------ | ----- | ----------------------------------------- |
| 1  | Portogallo (bandiera)          | P     | Rui Patrício                              |
| 3  | Emirati Arabi Uniti (bandiera) | D     | Kouame Autonne                            |
| 4  | Marocco (bandiera)             | D     | Yahya Ben khaleq                          |
| 5  | Corea del Sud (bandiera)       | C     | Park Yong-woo                             |
| 6  | Emirati Arabi Uniti (bandiera) | C     | Yahia Nader                               |
| 7  | Paraguay (bandiera)            | C     | Matías Segovia (in prestito dal Botafogo) |
| 8  | Emirati Arabi Uniti (bandiera) | C     | Mohammed Abbas                            |
| 9  | Togo (bandiera)                | A     | Kodjo Fo-Doh Laba                         |
| 10 | Paraguay (bandiera)            | C     | Kaku                                      |
| 11 | Emirati Arabi Uniti (bandiera) | C     | Jonatas Santos                            |
| 13 | Marocco (bandiera)             | A     | Houssine Rahimi                           |
| 14 | Slovenia (bandiera)            | D     | Marcel Ratnik                             |
| 15 | Emirati Arabi Uniti (bandiera) | D     | Erik                                      |
| 16 | Emirati Arabi Uniti (bandiera) | D     | Khalid Al-Hashemi                         |
| 17 | Emirati Arabi Uniti (bandiera) | P     | Khalid Eisa                               |
| 18 | Emirati Arabi Uniti (bandiera) | C     | Khalid Mohammed Al-Baloushi               |
| 19 | Argentina (bandiera)           | A     | Mateo Sanabria                            |
| 20 | Emirati Arabi Uniti (bandiera) | C     | Matías Palacios                           |
| 21 | Marocco (bandiera)             | A     | Soufiane Rahimi                           |
| 25 | Egitto (bandiera)              | D     | Ramy Rabia                                |
| 28 | Marocco (bandiera)             | A     | Nassim Chadli                             |

| N. |                                 | Ruolo | Calciatore                                 |
| -- | ------------------------------- | ----- | ------------------------------------------ |
| 29 | Portogallo (bandiera)           | D     | Fábio Cardoso (in prestisto dal Porto)     |
| 30 | Emirati Arabi Uniti (bandiera)  | C     | Hazem Mohammad                             |
| 32 | Emirati Arabi Uniti (bandiera)  | D     | Khalid Al-Hassani                          |
| 35 | Nigeria (bandiera)              | P     | Hassan Sani                                |
| 36 | Argentina (bandiera)            | D     | Facundo Zabala (in prestito dall' Olimpia) |
| 40 | Emirati Arabi Uniti (bandiera)  | D     | Khalid Ali Al-Baloushi                     |
| 41 | Bosnia ed Erzegovina (bandiera) | P     | Vedad Alibasic                             |
| 44 | Emirati Arabi Uniti (bandiera)  | D     | Manea Al-Shamsi                            |
| 46 | Mali (bandiera)                 | D     | Dramane Koumare                            |
| 50 | Emirati Arabi Uniti (bandiera)  | P     | Saif Al-Maazmi                             |
| 56 | Senegal (bandiera)              | D     | Amadou Niang                               |
| 60 | Emirati Arabi Uniti (bandiera)  | A     | Jonas Naafo                                |
| 66 | Emirati Arabi Uniti (bandiera)  | D     | Mansour Al-Shamsi                          |
| 70 | Mali (bandiera)                 | C     | Abdoul Karim Traoré                        |
| 72 | Sudan (bandiera)                | A     | Mohamed Awadalla                           |
| 77 | Nigeria (bandiera)              | C     | Rilwanu Sarki                              |
| 80 | Nigeria (bandiera)              | C     | Jushoa Udoh                                |
| 88 | Ghana (bandiera)                | D     | Hamid Mohammed                             |
| 90 | Emirati Arabi Uniti (bandiera)  | A     | Eisa Khalfan                               |
| 97 | Austria (bandiera)              | D     | Adis Jašić                                 |
| 99 | Rep. del Congo (bandiera)       | A     | Josna Loulendo                             |

### Staff Tecnico
Ultimo aggiornamento 7 marzo 2025 , 
| Posizione            | Nome                                                                    |
| -------------------- | ----------------------------------------------------------------------- |
| Allenatore           | Vladimir Ivić                                                           |
| Assistenti           | Miloš Veselinović Ahmed Abdullah Abdulla Khaseeb Alnasri Salem Al-Kaabi |
| Capo Analista        | Carles Martínez                                                         |
| Analista             | Tiago Freire Jamal Al-Karbi                                             |
| Allenatore Portieri  | Christos Kelpekis                                                       |
| Preparatore Atletico | Nikolaos Amanatidis                                                     |
| Allenatore Under-21  | Ismail Ahmed                                                            |
| Fisioterapista       | Santiago Thompson Felipe Perseu Pianca Abdelnasser Aljohny              |
| Medico Sociale       | Nikos Tzouroudis                                                        |
| Nutrizionista        | Ricardo Pinto                                                           |
| Scout                | Daniele Di Napoli                                                       |
| Team manager         | Ahmed Al Shamsi                                                         |
| Supervisore squadra  | Abdullah Al Shamsi                                                      |

## Al-Ain Sports Games Club
L'Al-Ain Sports and Cultural Club oltre al suo coinvolgimento nel mondo del calcio è conosciuto anche per il suo coinvolgimento in altri sport professionistici attraverso il cosiddetto Al-Ain Sports Games Club istituito nel 2013 che, attraverso il suo comitato direttivo, si occupa della gestione ed organizzazione delle altre sezioni sportive del club.
| Posizione                     | Nome                               |
| ----------------------------- | ---------------------------------- |
| Presidente Al-Ain Games Club  | Mohammed Abdullah ِAhmed Al Dhaheri |
| Membro del Comitato Direttivo | Khamis Obaid Al Kaabi              |
| Membro del Comitato Direttivo | Mansour Ahmad Yousef Al Hashemi    |
| Membro del Comitato Direttivo | Mohammad Saif Rashid Al Nuaimi     |
| Membro del Comitato Direttivo | Yosif Saeed Abdullah Al Amir       |

Fonte:Al Ain Club

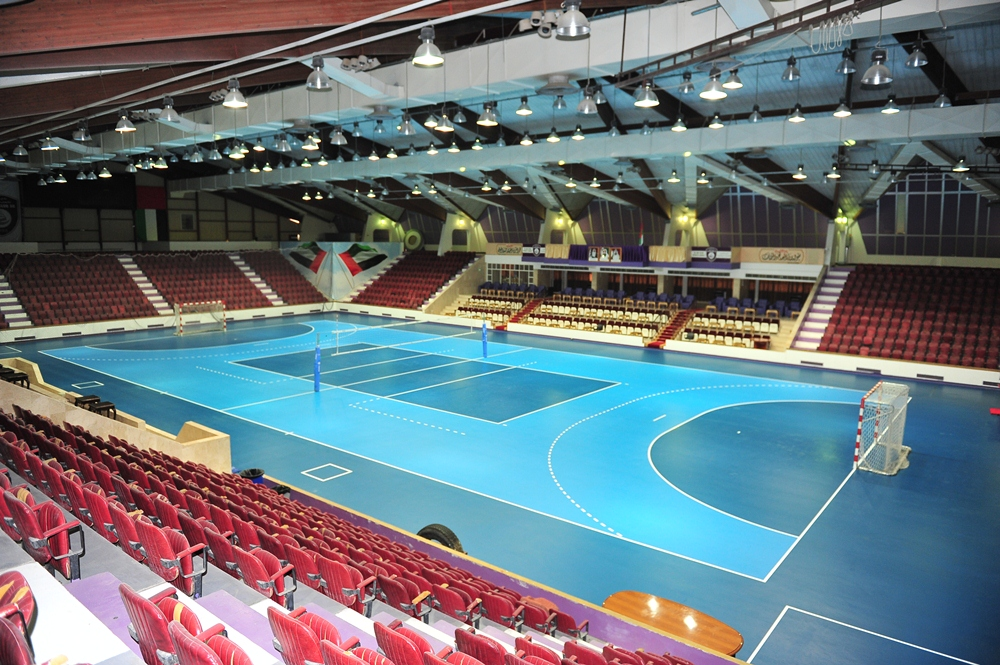
L'Al Ain Club Hall, struttura che ospita le gare di varie sezioni sportive del club

L'Al Ain è anche impegnato nella realizzazione e promozione di attività culturali e servizi rivolti alla comunità della città e dell'Emirato di Abu Dhabi; sia per favorire la creazione di un sentimento di appartenenza tra la comunità e la squadra, sia per favorire lo sviluppo del turismo nella regione.
Nel mese di ottobre del 2019, il Vice-presidente del club emiratino, Hazza bin Zayed bin Sultan Al Nahyan, ha deciso di rendere membri onorari dell'Al-Ain Sports Games Club gli astronauti dell'Agenzia spaziale degli Emirati Arabi Uniti, Hazza Al Mansouri e Sultan Al Neyadi, in qualità di primi due uomini degli Emirati Arabi Uniti a compiere una missione spaziale, in riconoscimento dei loro sforzi e del ruolo chiave svolto per il progresso degli Emirati Arabi Uniti.
Sempre nello stesso mese del 2019 l'Al Ain ha annunciato, in collaborazione con la Fatima Bint Mubarak Ladies Sports Academy (una organizzazione impegnata nello sviluppo degli sport femminili negli UAE), la creazione della sua prima squadra femminile di calcio attraverso l'istituzione di una squadra Under-12, una Under-14 ed una Under-16.

### Altre sezioni sportive
Il club gareggia nei campionati nazionali emiratini di pallacanestro, di pallavolo e pallamano; inoltre presenta anche sezioni sportive attive nel Tiro con l'arco, nel Nuoto, nel ciclismo su pista, nel Jujutsu e nell'Atletica leggera.
- Pallacanestro: la sezione di pallacanestro dell'Al-Ain ha preso parte a varie edizioni della UAE Basketball League, senza però mai riuscire a vincere il titolo nazionale[63][64].
- Pallamano: la squadra prendere parte alla UAE Handball League, il massimo campionato nazionale; la sezione di pallamano vanta 15 trofei nazionali nel suo palmares con 4 UAE Handball League, 5 UAE Handball President Cup e 2 UAE Association Cup[65].
- Pallavolo: la squadra di pallavolo dell'Al-Ain è una delle sezioni sportive più premiate, dopo quella di calcio, avendo vinto per 11 volte la UAE General Volleyball League ed in varie occasioni anche la UAE Volleyball President Cup[66][67]; inoltre la squadra ha anche rappresentato in varie occasioni gli Emirati Arabi Uniti nella Gulf Clubs Champions. Con la divisa della squadra di pallavolo ha giocato anche l'italiano Matteo Paris nella stagione 2020-21[68]
- Nuoto: l'Al-Ain ha anche una sua squadra dedicata alle discipline natatorie, gli atleti, sia delle categorie giovanili che di quelle senior, si allenano presso il centro sportivo della squadra, partecipando sia ai Campionati Nazionali Emirati che a competizioni internazionali[69][70].
- Atletica leggera: la squadra di atletica dell'Al-Ain racchiude sportivi, anche a livello giovanile, che si cimentano in diverse discipline dell'Atletica leggera; gli atleti dell'Al-Ain hanno ottenuto numerose medaglie e record nella Vice-President Athletics Cup, una competizione nazionale dedicata alle discipline dell'atletica[71][72].
- Tiro con l'arco: esistono sia una sezione maschile che una femminile di Tiro con l'arco; la sezione femminile nel 2018 si è classificata al terzo posto nell'Arab Women Sports Tournament, in quella che era la prima volta in cui la squadra di tiro dell'Al-Ain partecipava ad una competizione internazionale[73].
- Jujitsu : la squadra di Jujitsu dell'Al-Ain, attiva sia a livello maschile che femminile e sia in ambito giovanile che senior, ha partecipato a vari eventi di carattere sia nazionale che internazionale, riuscendo anche ad ottenere in più occasioni la vittoria della UAE Vice President’s Jiu-Jitsu Cup[74][75][76].

## Rivalità
Nel corso dei più di cinquant'anni di storia trascorsi dall'Al-Ain a competere le panorama calcistico degli Emirati Arabi Uniti, si sono sviluppate alcune rivalità tra la squadra dei Boss ed altre società con cui si contendeva la vittoria nelle competizioni locali e poi nazionali.
Una delle rivalità più recenti è quella nata con la squadra di Dubai dello Shabab Al-Ahli. La rivalità, in forma embrionale, si era creata negli anni settanta quando i due club emersero come due delle principali contendenti per la vittoria delle prime edizioni della UAE Football League; ma sarà l'avvento del calcio professionistico negli Emirati Arabi Uniti, a partire dal 2008, a fare crescere sempre più la rivalità fra le due squadre, in quello che nel corso delle stagioni è poi diventato il UAE Pro Era Derby.
Altri incontri molto sentiti dalla tifoseria dell'Al-Ain sono quelli contro l'Al-Jazira, altra squadra dell'Emirato di Abu Dhabi, che a partire dal nuovo millennio si è imposta come una sfida sempre importante per la classifica; e quella con l'Al-Wasl, squadra dell'Emirato di Dubai.
Principali rivali
- Shabab Al-Ahli
- Al-Wasl
- Al-Jazira
- Al-Wahda

### Abu Dhabi Classico
La principale rivalità dell'Al-Ain rimane però quella con l'Al-Wahda Sports Cultural Club, con cui la squadra si sfida nel cosiddetto Abu Dhabi Classico. La rivalità tra le due squadre nasce dal fatto che sono i club di maggior successo nell'Emirato di Abu Dhabi. L'Al Ain si affermò come una delle principali squadre di Abu Dhabi, prima ancora della nascita del campionato nazionale, vincendo due campionati di Abu Dhabi nel 1974 e nel 1975, diventando poi un club di primo livello nazionale con la conquista del loro primo titolo di campione della UAE Football League nel 1977. In quel periodo, i successi dell'Al Wahda erano invece più limitati. La rivalità si accese quando le due squadre iniziarono a contendersi i titoli nazionali tra il 1997 e il 2005: l'Al Wahda vinse tre campionati, mentre l'Al Ain ne conquistò cinque. In tre di quelle otto stagioni, entrambe le squadre terminarono ai primi due posti della classifica.
La stagione 2004-05 fu particolarmente significativa, con l'Al Wahda che vinse il titolo nazionale, vincendo la lotta scudetto contro l'Al-Ain di quella stagione, mentre l'Al-Ain si aggiudicò la Coppa del Presidente con una vittoria in finale, per 3-1 ai tempi supplementari, contro i rivali. Nonostante l'Al Ain abbia vinto altri cinque titoli nazionali mentre l'Al Wahda ne abbia conquistato solo uno, le sfide tra le due squadre continuano a suscitare forti tensioni e polemiche. Ancora oggi, è raro che i due club ingaggino giocatori o allenatori che abbiano rappresentato la squadra rivale. Durante un incontro tra le due squadre nel marzo 2022, scoppiarono scontri tra i tifosi dopo la vittoria dell'Al Ain per 1-0, costringendo la polizia di Abu Dhabi ad arrestare diversi tifosi coinvolti nell'incidente.
L'Al Ain, rappresentante della regione orientale dell'Emirato, e l'Al Wahda, squadra nata nel cuore della città di Abu Dhabi, competono per il titolo di miglior club della capitale. Molti sostengono che questa sia la rivalità più importante del Paese, dato che le due squadre hanno avuto il duello più lungo per la conquista dei titoli tra la fine degli anni '90 e l'inizio degli anni 2000.